# 幾何原本

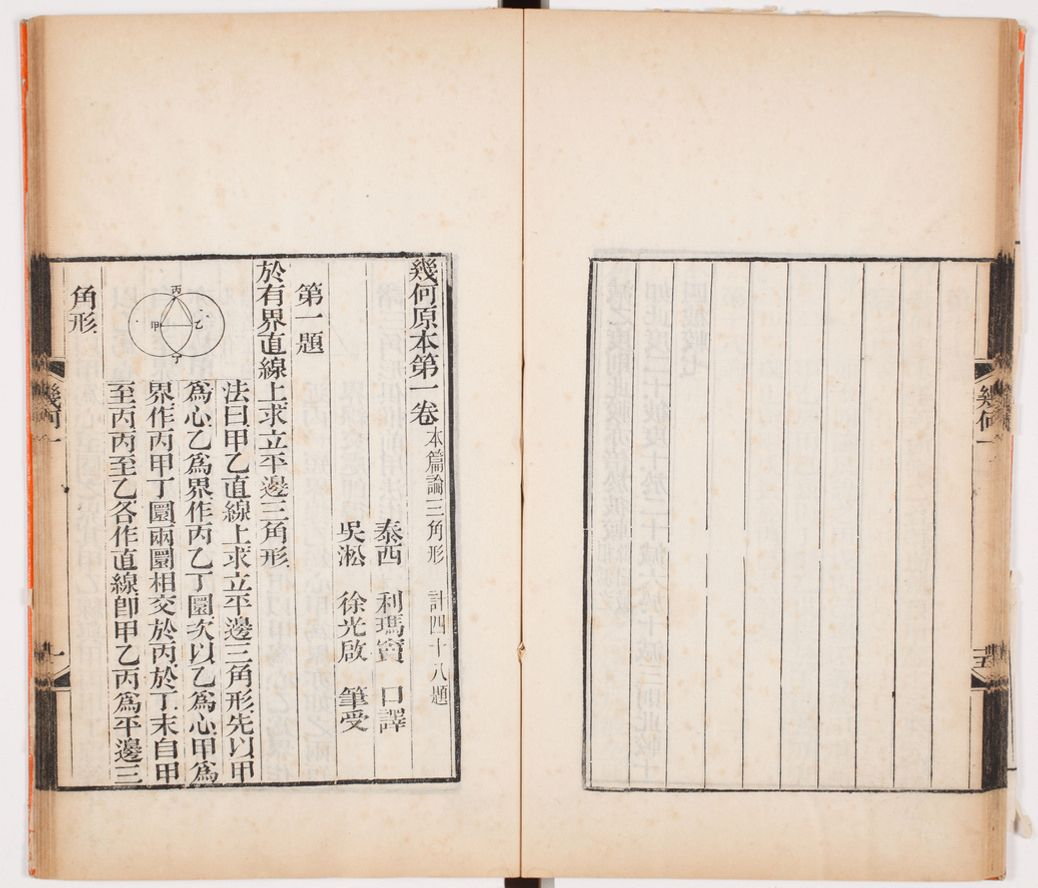
『幾何原本』

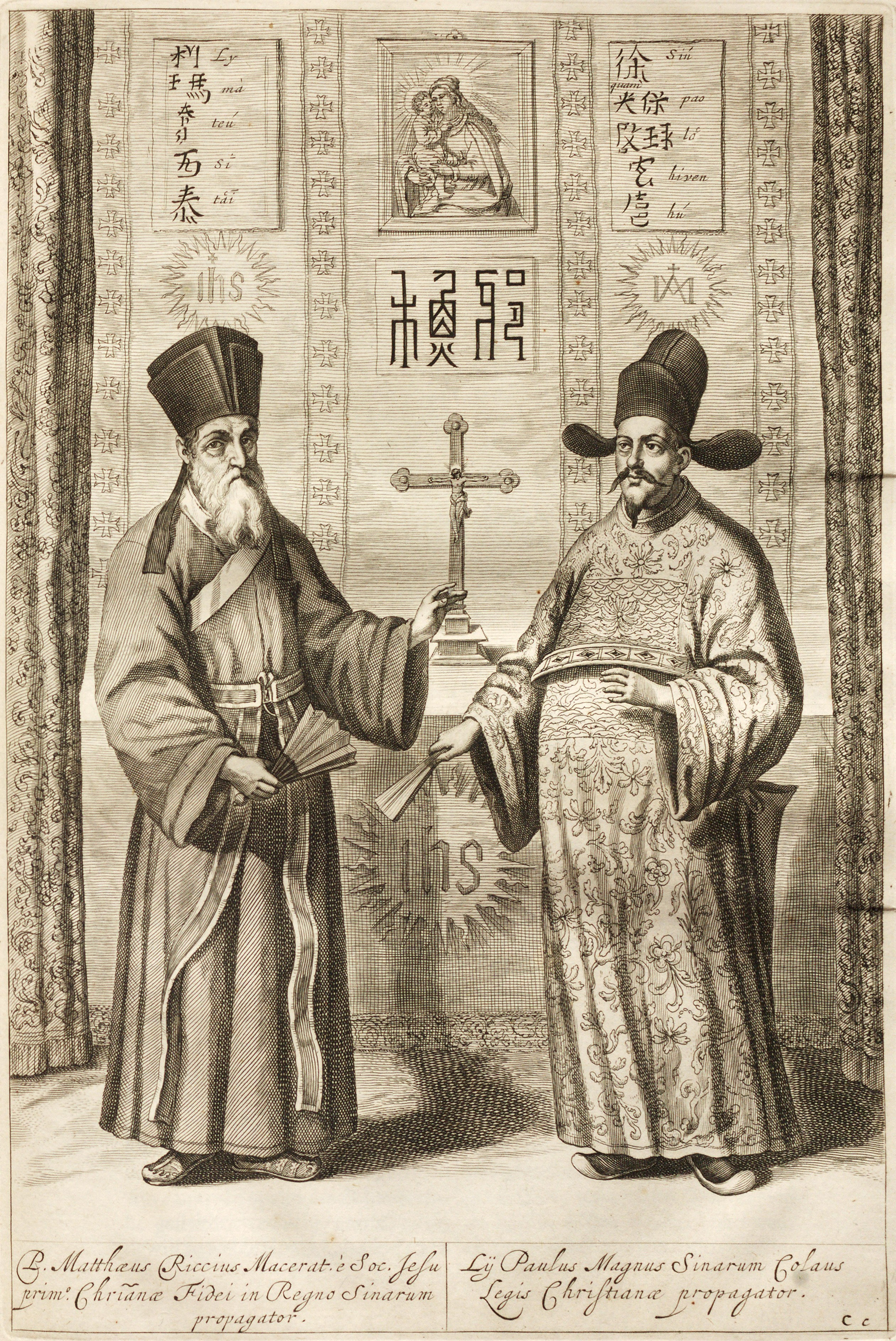
リッチと徐光啓（キルヒャー『中国図説』）

『幾何原本』（きかげんぽん、拼音: Jǐ hé yuán běn）は、明代中国のイエズス会宣教師マテオ・リッチ（利瑪竇）が、徐光啓と共作した、ユークリッド『原論』の漢訳。1607年（万暦35年）成立。
『坤輿万国全図』などと並ぶ明末清初の西洋科学東伝の代表例であり、証明・公理・演繹などを中国数学に伝えた。
『原論』全15巻中6巻までの訳だったが、清末の1857年（咸豊7年）アレクサンダー・ワイリー（偉烈亜力）と李善蘭が、残りの巻を『続幾何原本』として訳した。

## 内容

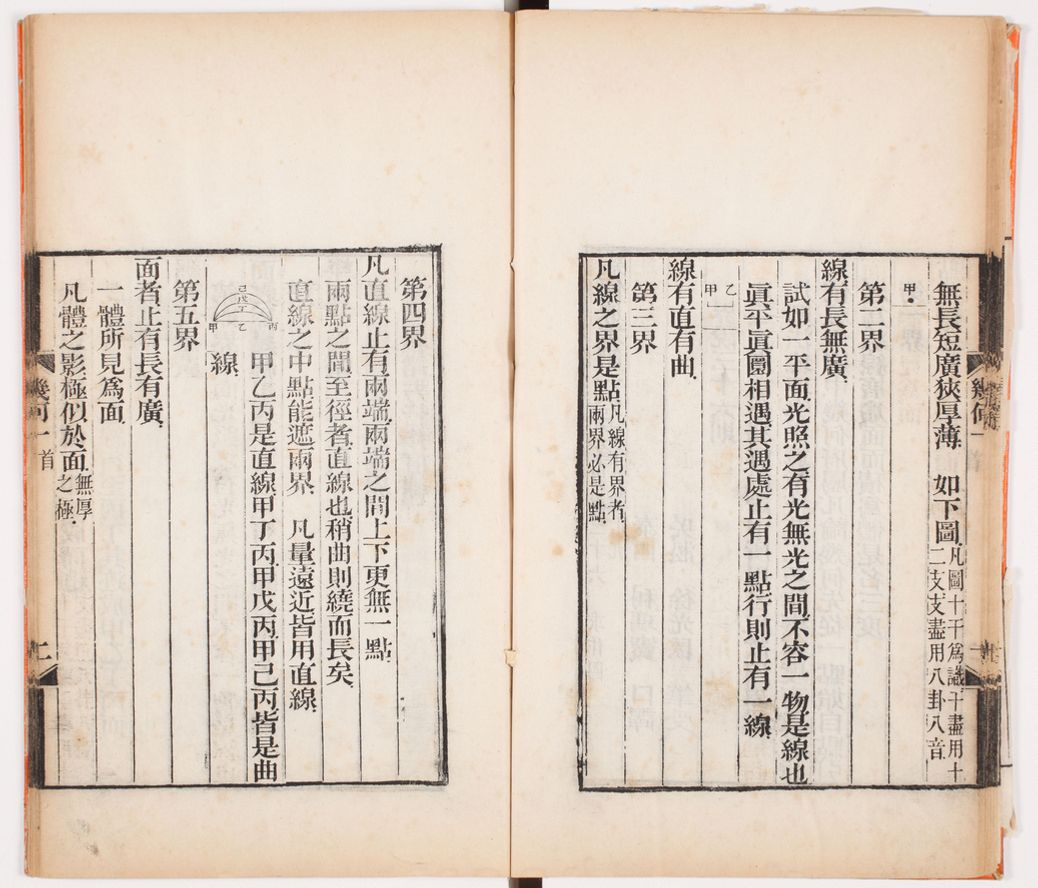
「線は長さがあって広さはない」（線有長無広）などの定義（界説）を述べる部分

『原論』は、6巻まで平面幾何学、7巻から他の分野（整数論など）を扱う。西洋で伝統的に教科書として読まれたのも平面幾何学の部分だった。
幾何学自体は中国数学にもあり『九章算術』や『周髀算経』で扱われていたが、『原論』の特徴である公理や演繹の概念は無かった。
本書には「平行」「線分」「比例」「相似」といった現代でも使われる語も見られる。一方で、定義は「界説」、公理は「公論」、公準は「求作」、命題は「題」、証明は「論」などと訳されている。「界説」は原語の「ホロス」（古希: ὅρος）の原義が「境界」であることを踏まえた訳だが、漢語としては造語であり、当時の読者にとっては謎めいた語だったと推測される。
リッチによる序文と、徐光啓による序文・跋文・雑議が付されている。リッチは序文で、数学を儒教の「格物窮理」と結びつけている。また、幾何学が測量術だけでなく算術・暦算天文学・律呂学（音楽学）とも繋がること、すなわち西洋のクアドリウィウム（リベラル・アーツ）の概念を説明している。徐光啓は雑議で、アカデメイアの門の「幾何学を知らざる者入るべからず」の故事を引いている。

## 題名
「幾何学」（英: geometry、羅: geometria）が日本語や中国語で「幾何学」と訳されるのは、本書の題名に由来する。
「幾何」という言葉は、漢文における「量の疑問詞」（訓読: いくばく）であり、『九章算術』の問題文で多用された言葉でもある。リッチたちは「幾何」を、幾何学に限らず数学的対象としての「量」（英: quantity、羅: quantitas）の訳語として多様に用いていた。現代では「geo」の音訳とする説もあるが、誤りとされる。この音訳説は19世紀のエドキンスが広めたと推測される。
19世紀、モリソン、メドハースト、ロブシャイトらの英中辞書において『幾何原本』が参照され、geometry の訳語が徐々に「幾何学」に定まった。これら英中辞書は近代日本語や中国語にも影響を与えた。

## 成立背景
本書は1607年（万暦35年）北京で刊行された。
リッチは1552年イタリアに生まれ、1583年から中国各地で宣教し、1610年に没した。リッチは宣教師であると同時に、ルネサンス期イタリアで数学から古代ギリシア語まで修めた、万能的知識人でもあった。リッチは中国の知識人層に接近するため、西洋科学を積極的に紹介していた。
翻訳作業は1606年から始まり、毎日3,4時間北京のリッチ宅で行われた。徐光啓は全訳する熱意があったが、リッチが6巻で十分と判断したため止めた。翻訳手法は、リッチが「口訳」（口頭で翻訳）した内容を、徐光啓が「筆受」（文章化）するという手法で書かれた。この「口訳筆受」（口授筆受とも）は、仏典漢訳や洋務運動でも使われた手法である。

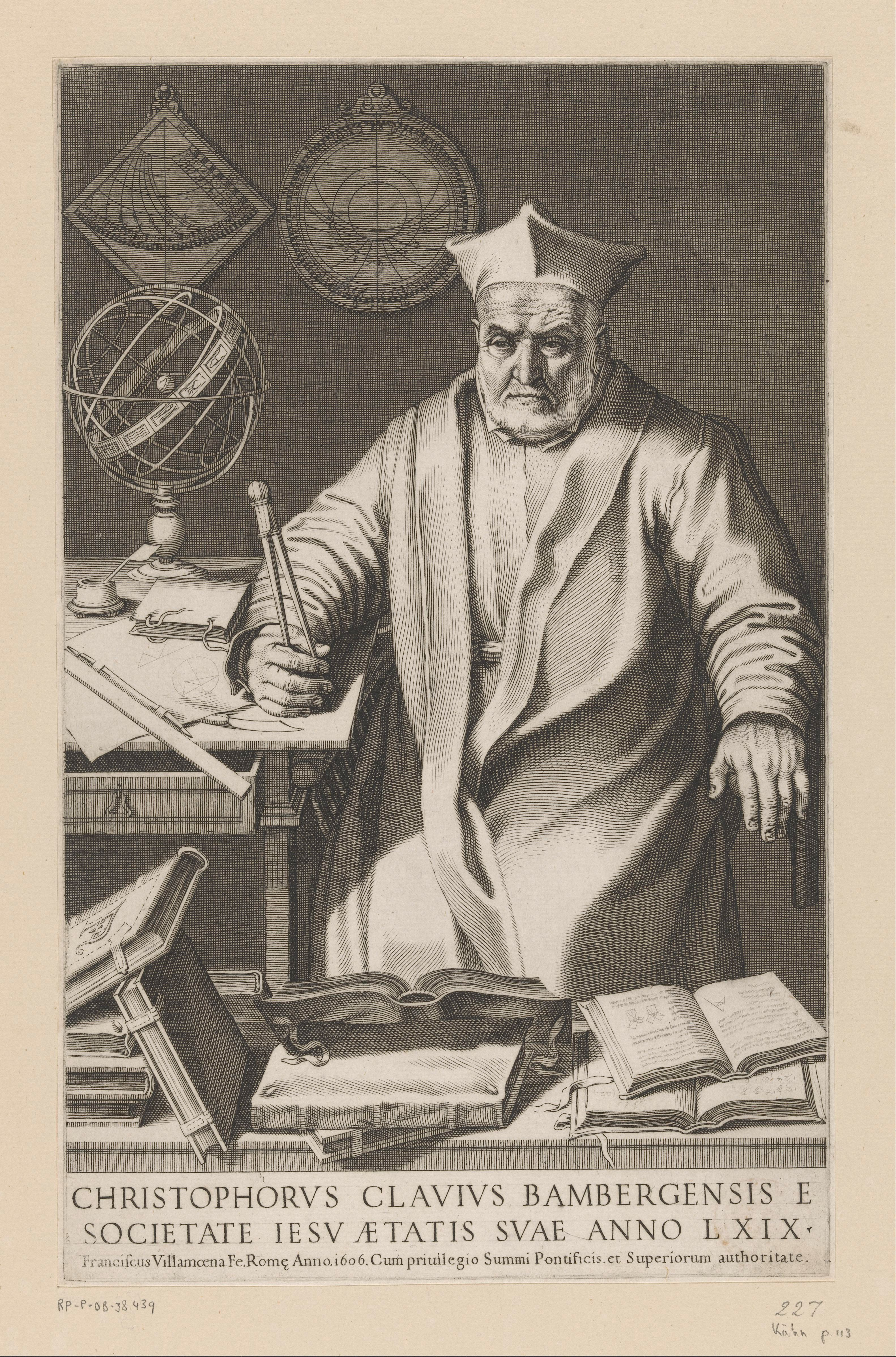
リッチの師クラヴィウス。『原論』を重視した。

本書の背景には、リッチの師クラヴィウスの存在があった。クラヴィウスは、1582年のグレゴリオ改暦を主導した著名な数学者でもある。クラヴィウスは数学を「諸学の第一位」として重視し、1574年に『原論』のラテン語訳注を刊行していた。このクラヴィウス訳注『原論』が『幾何原本』のもとになった。『幾何原本』の中で、クラヴィウスは「丁氏」「丁先生」の名で登場する（ユークリッドは欧幾里得）。
リッチは本書以外にも、1608年に徐光啓と『測量法義』（クラヴィウス『実用幾何』の訳）を作ったり、1613年に李之藻と『同文算指』（クラヴィウス『実用算術概論』の訳）を作ったり、1589年ごろ瞿太素と『原論』第1巻の訳を作ったりしていた。徐光啓は本書のあと、単著『勾股義』（中国の伝統的な直角三角形論をユークリッド幾何学の観点から論じる）などを著した。
中国数学は明代になって停滞していたが、本書と同時期の明末には、実学重視の風潮や出版文化の発達により、程大位『算法統宗』（1592年）が盛んに読まれるなど、数学への関心が高まっていたことも背景にあった。
『原論』自体は、13世紀（元代）にアラビア数学経由で伝来していた、とする説もある。

## 受容

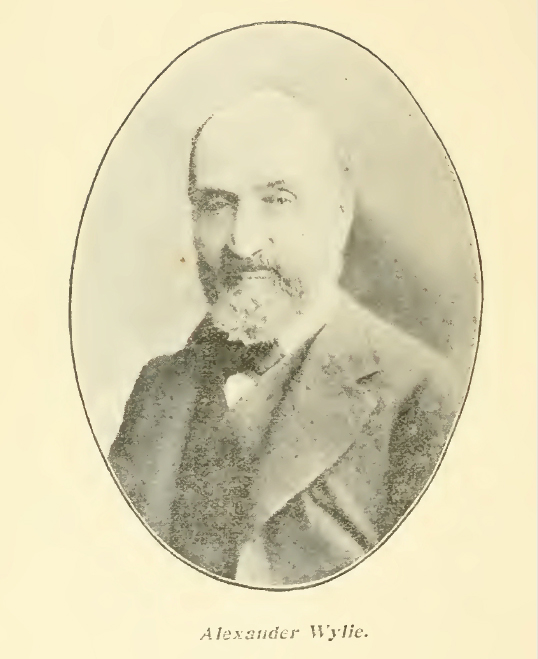
アレクサンダー・ワイリー

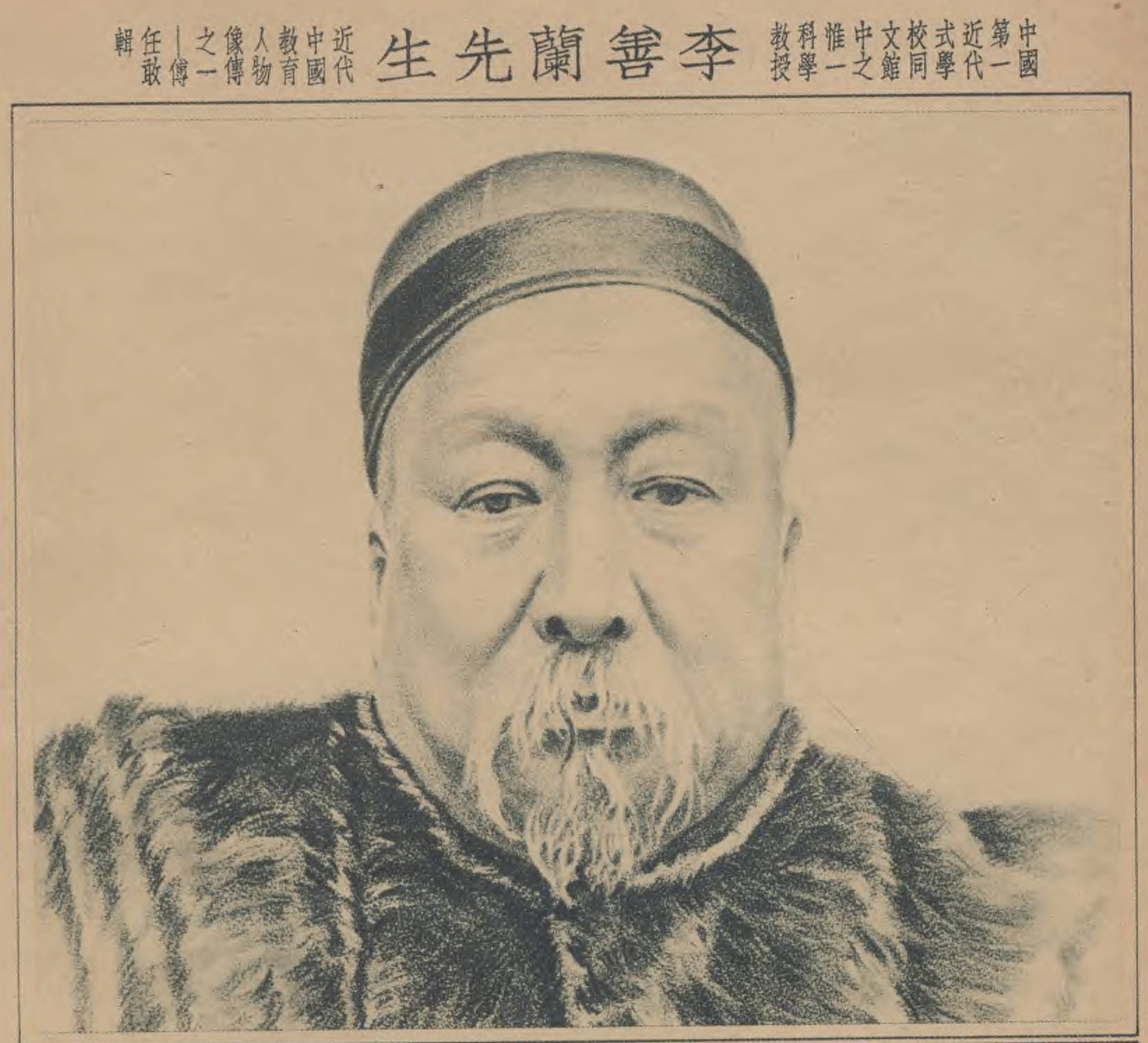
李善蘭

### 中国
リッチの報告書によれば、本書は中国の知識人層に賞賛されたが、理解者は少なかった。リッチの没後、墓地を欽賜するか議論になったとき、内閣大学士の葉向高は『幾何原本』の功績だけでも欽賜に値すると主張した。
後世の主な受容者として、清初の梅文鼎がいる。梅文鼎は東西の数学を折衷し、本書の命題に別証明を与えたり、立体幾何学にまで考察を進めたりした。
清初の1690年ごろ、本書と同題の『幾何原本』という書物が作られた。これは、康熙帝に仕えたブーヴェ（白晋）とジェルビヨン（張誠）が、パルディの著作『幾何学の基礎』（当時フランスで使われていた教科書）の漢訳と満洲語訳を作り、漢訳に与えた題である。康熙年間には他にも『律暦淵源』などが作られ中国数学が発展した。
清中期には『四庫提要』において「西学の最たるもの」として賞賛されたり、ユークリッドの小伝（阮元編『疇人伝』所収、李鋭著）が書かれたりした。
清末の1857年（咸豊7年）、イギリス人プロテスタント宣教師のアレクサンダー・ワイリー（偉烈亜力）と、李善蘭が、本書の未訳部分を英訳の口訳筆受により『続幾何原本』として作り、上海の墨海書館から刊行した。 
1865年（同治4年）、曽国藩とその幕僚の張文虎が、『幾何原本』と『続幾何原本』を合本し南京の金陵書局から刊行した。 
『幾何原本』は叢書にも収録されており、明末の『天学初函』や、清の『四庫全書』『海山仙館叢書』に収録されている。 
『幾何原本』が伝えた公理や演繹は、中国数学に根付くことは無かった。ただし、戴震ら考証学者の古典研究法に影響を与えた、とも言われる。清末の孫詒譲・鄒伯奇・陳澧は、『墨子』墨経の解釈に『幾何原本』を利用している。

### 日本
江戸時代日本にも舶来したが、和算や関連分野に明確な影響を与えることは無かった。ただし、梅文鼎の著作経由で間接的に影響を与えた、とも言われる。
現存本として、松平定信旧蔵・京都府立京都学歴彩館現蔵の写本や、小倉金之助旧蔵・早稲田大学現蔵の天学初函本、蓬左文庫蔵の天学初函本、京都大学蔵の金陵書局本、東北大学蔵の金陵書局本などがある。

## 原文
- 幾何原本 15卷首11卷 - 京都大学貴重資料デジタルアーカイブ
- 『日本科學技術古典籍資料. 數學篇17 (近世歴史資料集成 ; 第8期第11巻)』近世歴史資料研究会 編、科学書院、2018年。国立国会図書館書誌ID:028829916 [4]